# 安德烈亚斯·达克尔
安德烈亚斯·达克尔（瑞典語：Andreas Dackell，1972年12月29日—），瑞典男子冰球运动员，1990年开始职业生涯。他曾代表瑞典参加1994年冬季奥林匹克运动会冰球比赛，获得一枚金牌。